# Naoya Tsukahara
Naoya Tsukahara (Nagasaki (prefectuur), 25 juni 1977) is een voormalig Japanse en Australisch turner. Tsukahara nam driemaal deel aan de Olympische Zomerspelen voor Japan, zijn grootste succes hierbij was de gouden medaille in de landenwedstrijd. Vanaf 2012 komt Tsukahara uit voor Australië
Tsukahara vader Mitsuo Tsukahara is een vijfvoudig olympisch kampioen turnen. Tsukahara heeft voor zijn nieuwe land deelgenomen aan de Wereldkampioenschappen turnen vanaf 2013

## Resultaten
- Olympische Zomerspelen 1996 in Atlanta 10e met het team
- Olympische Zomerspelen 1996 in Atlanta 12e in de meerkamp
- Wereldkampioenschappen turnen 1997 in Lausanne  in de meerkamp
- Wereldkampioenschappen turnen 1997 in Lausanne  aan de brug
- Wereldkampioenschappen turnen 1999 in Tianjin  in de meerkamp
- Wereldkampioenschappen turnen 1999 in Tianjin  aan de brug
- Olympische Zomerspelen 2000 in Sydney 4e met het team
- Olympische Zomerspelen 2000 in Sydney 8e aan de rekstok
- Olympische Zomerspelen 2000 in Sydney 18e in de meerkamp
- Wereldkampioenschappen turnen 2003 in Anaheim  met het team
- Olympische Zomerspelen 2004 in Athene  met het team
- Wereldkampioenschappen turnen 2006 in Aarhus  met het team

1904: Grieb, Hess, Heida, Kassell, Lenhart, Reckeweg ·
1908: Åsbrink, Bertilsson, Cedercrona, Cervin, Degermark, Folcker, Forssman, Granfelt, Hårleman, Hellsten, Höjer, Holmberg, Holmberg, Holmberg, Jahnke, Jarlén, Johnsson, Johnsson, von Kantzow, Landberg, Lanner, Ljung, Moberg, Norberg, Norberg, Norberg, Norling, Norling, Olson, Peterson, Rosén, Rosenquist, Sjöblom, Sörvik, Sörvik, Svensson, Vingqvist, Widforss ·
1912: Bianchi, Boni, Braglia, Domenichelli, Fregosi, Gollini, Loi, Maiocco, Mangiante, Mangiante, Mazzarocchi, Romano, Salvi, Savorini, Tunesi, Zampori, Zanolini, Zorzi ·
1920: Andreoli, Bellotto, Bianchi, Bonatti, Cambiaso, Contessi, Costigliolo, Costigliolo, Domenichelli, Ferrari, Fregosi, Ghiglione, Levati, Loi, Lucchetti, Maiocco, Mandrini, Mangiante, Marovelli, Mastromarino, Paris, Pastorini, Roselli, Salvi, Tubino, Zampori, Zorzi ·
1924: Cambiaso, Lertora, Lucchetti, Maiocco, Mandrini, Martino, Paris, Zampori ·
1928: Grieder, Güttinger, Hänggi, Mack, Miez, Pfister, Steinemann, Wezel ·
1932: Capuzzo, Guglielmetti, Lertora, Neri, Tognini ·
1936: Beckert, Frey, Schwarzmann, Stadel, Stangl, Steffens, Volz, Winter ·
1948: Aaltonen, Huhtanen, Laitinen, Rove, Saarvala, Salmi, Savolainen, Teräsvirta ·
1952: Beljakov, Berdijev, Korolkov, Leonkin, Moeratov, Perelman, Sjaginjan, Tsjoekarin ·
1956: Azarjan, Moeratov, Sjachlin, Stolbov, Titov, Tsjoekarin ·
1960: Aihara, Endo, Mitsukuri, Ono, Takemoto, Tsurumi ·
1964: Endo, Hayata, Mitsukuri, Ono, Tsurumi, Yamashita ·
1968: Endo, S. Kato, T. Kato, Kenmotsu, Nakayama, Tsukahara ·
1972: Kasamatsu, Kato, Kenmotsu, Nakayama, Okamura, Tsukahara ·
1976: Fujimoto, Igarashi, Kajiyama, Kato, Kenmotsu, Tsukahara ·
1980: Andrianov, Azarjan, Ditjatin, Makoets, Markelov, Tkatsjov ·
1984: Conner, Daggett, Gaylord, Hartung, Johnson, Vidmar ·
1988: Artemov, Bilozertsjev, Gogoladze, Charkow, Ljoekin, Novikov ·
1992: Belenki, Korobtsjinski, Misjoetin, Sjaripov, Tsjerbo, Voropajev ·
1996: Sergei Charkow, Krjoekov, Nemov, Podgorny, Troesj, Vasilenko, Voropajev ·
2000: Huang, Li, Xiao, Xing, Yang, Zheng ·
2004: Kashima, Mizutori, Nakano, Tomita, Tsukahara, Yoneda ·
2008: Chen, Huang, Li, Xiao, Yang, Zou ·
2012: Chen, Feng, Guo, Zhang, Zou ·
2016: Katō, Shirai, Tanaka, Uchimura, Yamamuro ·
2020: Abljazin, Beljavskij, Dalalojan, Nagorny ·
2024: Hashimoto, Kaya, Oka, Sugino, Tanigawa
- International Standard Name Identifier: 0000 0003 7835 3407
- Bibliotheek van het Japanse parlement: 00995031
- Virtual International Authority File: 256311946